# Adi Holzer

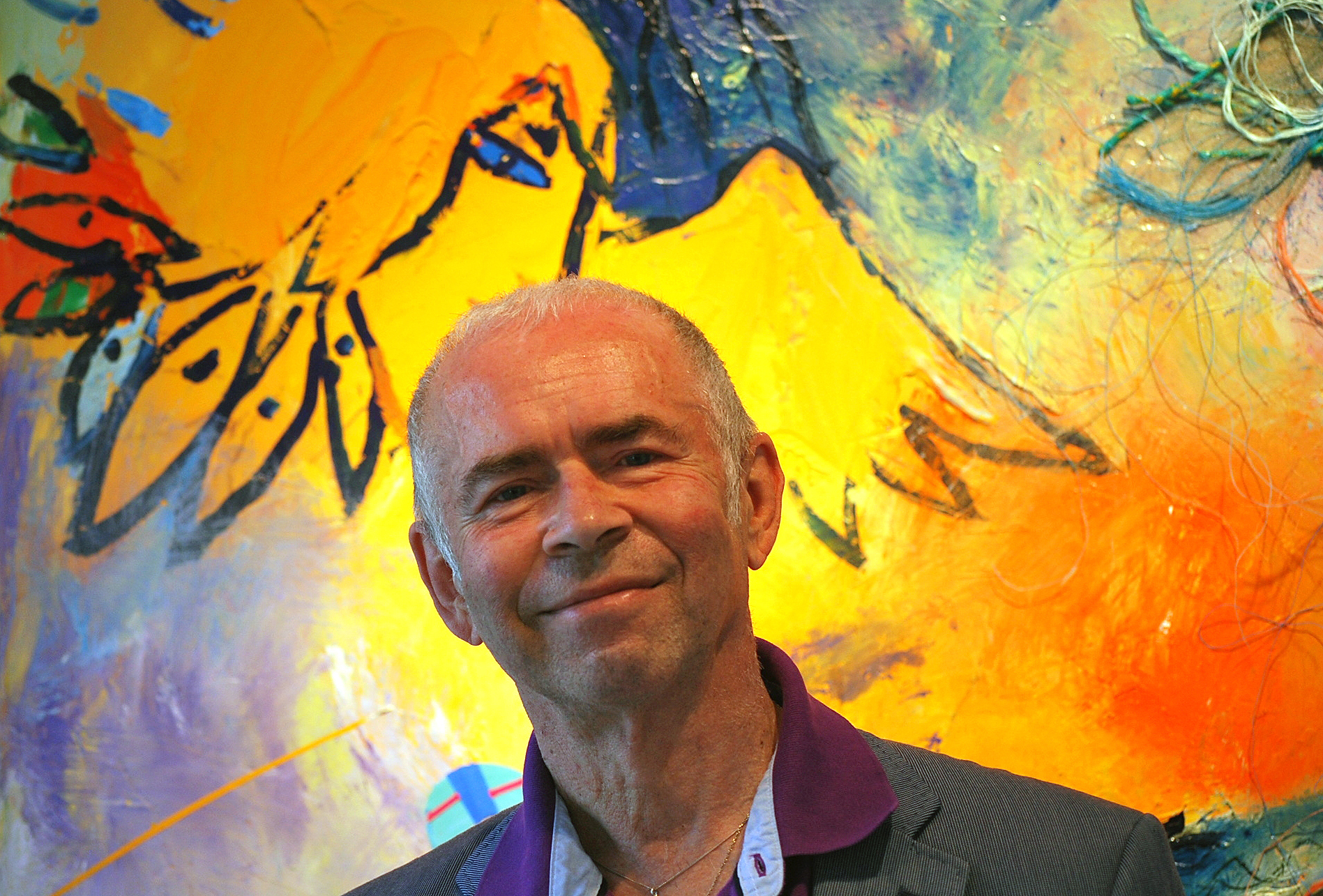
Adi Holzer im Jahr 2010 vor seinem Gemälde Jammerbucht

Adi Holzer (* 21. April 1936 in Stockerau bei Wien in Niederösterreich) ist ein österreichischer Bildender Künstler, Illustrator, Zeichner, Maler, Grafiker, Glasmaler und Bildhauer von Bronzeplastiken und Glasskulpturen. Er arbeitet abwechselnd in seinen Ateliers in Værløse in Dänemark und Winklern in Österreich. In Österreich ist er Mitglied des Kärntner Kunstvereins.

## Leben
Adi Holzer wurde am 21. April 1936 in der niederösterreichischen Stadt Stockerau geboren. Sein Vater, der Kaufmann Otto Holzer, hatte eine Lebensmittelgroßhandlung und starb 1942 im Alter von 33 Jahren. Adis Mutter Anna Maria Holzer heiratete 1944 Leo Kantor, den Gutsverwalter im Schloss Seebarn bei Graf Wilczek.
Zu den frühesten Kindheitserinnerungen von Adi Holzer gehört der Jahrmarkt der Stadt Stockerau. Dort begeisterten ihn die gewaltigen Elefanten, die Stelzenläufer, die Hutschenschleuderer und die Zirkusdarbietungen mit dem Magier, der Kunstreiterin, dem Seiltänzer, dem Säbel- und Feuerschlucker, dem Löwenbändiger und der Frau ohne Unterleib. Diese Große außerordentliche Kunstvorstellung mit dem Manegenzauber wurde später zu einem der wichtigen Themen seines Kunstschaffens. In dem nebenstehenden Bild Zirkusparade malt Adi Holzer den Elefanten und die Zirkusleute aus der Perspektive des Kindes: Der Elefant ist so riesig, dass er die Türme der Stadt weit überragt, und die Stelzen des Stelzenläufers sind so lang, dass der Stelzenläufer nach den Sternen greifen kann.
Adi Holzers Kindheit wurde von den Ereignissen des Krieges und der Nachkriegszeit geprägt. Die Flucht vor den russischen Truppen und der daraus resultierende häufige Wechsel des Wohnsitzes führte zu Aufenthalten 1944 im Schloss Seebarn, 1945 auf Schloss Moosham im Salzburger Lungau, 1946 in Retz bei seiner Großmutter Anna Fenk (Omi genannt) und seiner Tante Maria Fenk (Tante Muz genannt) und im Sommer 1947 auf der Burg Kreuzenstein bei Wien.
Die Tante Muz war eine seiner Lieblingstanten, er fühlte sich ihr sehr verbunden. Sie war phantasiebegabt und träumerisch, visionär und hellseherisch, weltoffen und kontroversiell. In seinem Spätwerk erscheint sie unter dem Bildtitel Die lächelnde Tante. Seine frühen Kindheitserinnerungen verarbeitete er in seinen Büchern Spuren der Kindheit (1977), Imaginäres Tagebuch: Zwischen Himmel und Erde (1996), Welt und Traum. Erinnerungen bevor alles verweht … (2009) und in seinem Bildzyklus Welt der Kindheit. Sein Stiefvater Leo Kantor starb im Jahr 1954 nach einem Herzinfarkt.
Adi Holzer besuchte in Stockerau das Bundesgymnasium und Bundesrealgymnasium und machte dort 1955 seine Matura. Seine Geburtsstadt Stockerau weckte in ihm eine tief empfundene christliche Religiosität. Stockerau ist von dem heiligen Märtyrer Koloman geprägt, dem Adi Holzer im Jahr 1986 den Koloman Zyklus widmete. Er ist in Stockerau in der Pfarre, Kirchenplatz 3, ausgestellt.
Bei der Maturareise lernte er 1955 in Nizza seine Frau, die dänische Medizinstudentin und spätere Kinderärztin Kirsten Inger Mygind, kennen, die von ihm nach ihren Initialen Kim genannt wird. In den Jahren 1955–1960 studierte er an der Akademie der bildenden Künste Wien bei den Professoren Robin Christian Andersen und Herbert Boeckl. Adi Holzer beurteilt Herbert Boeckl 1996 so: Unter meinen Lehrern an der Wiener Akademie für bildende Künste war Herbert Boeckl die weitaus bedeutendste Künstlerpersönlichkeit. Er hatte Ausstrahlung – Charisma.
Adi Holzer schloss sein Studium 1960 mit dem Diplom für Malerei ab. Anschließend arbeitete er 1960–1962 in Kärnten als Kunsterzieher am Bundesrealgymnasium Klagenfurt am Völkermarkter Ring. In den Jahren 1959 und 1960 begann er seine künstlerische Karriere. 1959 veröffentlichte er zwei Holzschnitte und drei Farbholzschnitte, 1960 einen Holzschnitt und einen Farbholzschnitt, einen Siebdruck und vier Farbsiebdrucke jeweils noch in kleinen Auflagen von drei bis dreißig Exemplaren – das war der Anfang von über tausend von Adi Holzer bisher veröffentlichten Druckgrafiken, die nur einen Teil seines bildnerischen Gesamtwerkes ausmachen.
Sieben Jahre lang lebte Adi Holzer von seiner Freundin und Verlobten Kim getrennt, da sie ihr Medizinstudium und ihre Arbeit als Kinderärztin in Dänemark wahrnahm. Nach seiner Heirat mit Kim 1962 in Dänemark und Flitterwochen im südlichen Österreich lebten beide in Hareskovby im Nordwesten von Kopenhagen. Seitdem trägt Kim den Ehenamen Kirsten Inger Holzer. Kim arbeitete 35 Jahre lang als Kinderärztin in Kopenhagen.
Adi Holzer lernte 1965 den Clown Charlie Rivel kennen, und er war mit dem dänischen Lyriker Jørgen Holmgaard eng befreundet, der bereits 1969 im Alter von 42 Jahren an einem Herzversagen starb. Mit diesen beiden Persönlichkeiten arbeitete er in Buchveröffentlichungen zusammen, ihnen widmete er zahlreiche eigene Werke; die Freundschaft mit ihnen prägte sein Denken und sein Lebenswerk. Er malte und radierte Charlie Rivel, schuf von ihm Plastiken und Glasskulpturen, und er widmete ihm das Buch „clown!“ hommage a charlie rivel. Seine Freundschaft mit dem Enkel von Charlie Rivel, dem Clown Benny Schumann, führte zu zahlreichen Auftritten dieses Artisten bei Vernissagen von Adi Holzer in Dänemark, Schweden und Österreich.
Im Jahr 1969 entschloss sich Adi Holzer, ausschließlich als bildender Künstler zu arbeiten und auf den Lehrberuf zu verzichten. Er baute 1974 im Nordwesten Kopenhagens in Værløse ein Gartenatelier als Anbau an den Backsteinbau Aladdins Hule. Im Garten fanden ab 1975 bei seinen Atelierausstellungen Konzerte, Zirkusvorstellungen und Theateraufführungen vor bis zu dreihundert Zuschauern statt. Die Arbeitsaufenthalte in Venedig (1983), Bibione (1984), an der Côte d’Azur in Nizza, Menton, Haut de Cagnes (1983), Antibes (1984) und Vence (1995) haben sein Lebenswerk ebenso geprägt wie seine Reisen nach Ägypten (1969), in die USA (1977) und nach Israel (1980, 1982, 1987, 1996 und 2000). In Israel besuchte er am 29. September 1980 Arik Brauer in En Hod. Im Anschluss an die Israelreisen veröffentlichte er 2002 das Buch Israel – heiliges Land. Im Jahr 1983 entstand ein dänischer Fernsehfilm über Adi Holzer.
Sein Bruder Otto starb 1985 an einem Herzinfarkt. In diesem Jahr arbeitete er in Kärnten. Dort erwachte in ihm der Wunsch nach einem Atelier in Kärnten. 1990 errichtete er es im Haus Holzer in Winklern im oberen Mölltal in der Nähe des Grossglockners; dort ist er Mitglied im Kärntner Kunstverein. Zahlreiche Bildwerke zeigen den Blick auf die Pfarrkirche Winklern und auf den Großglockner. In dem Pflegeheim Winklern schuf er 2003 großformatige Wandbilder in Seccomalerei zum Jahreszyklus Frühling, Sommer, Herbst und Winter. Auch in der Umgebung von Winklern gestaltete er verschiedene Werke im öffentlichen Raum, beispielsweise 1998 ein Glasmosaik im Durchmesser von zwei Metern in der Wilhelm-Swarovski-Beobachtungswarte Grossglockner auf der Kaiser-Franz-Josefs-Höhe. Seine Verbundenheit mit Kärnten und der geistesverwandten Osttiroler Mundartdichterin Gertraud Patterer führte zu der Veröffentlichung ihrer Osttiroler Mundartgedichte und Mundartdichtungen in seinen Büchern Tauerngold (1982), Die Kosakentragödie in Kärnten und Osttirol (2007) und in ihren eigenen Büchern Die Percht (2011) und Schneeflocken (2012).
Adi Holzer nahm an mehr als 300 internationalen Ausstellungen, Kunstmessen, Biennalen und Triennalen in Europa, USA und Australien teil. Seine handgemalten Glasfenster, Bilder und Fresken, seine Grafiken, Mosaiken, Bronzeplastiken und Glasskulpturen befinden sich in öffentlichen Gebäuden und Sammlungen sowohl in Europa als auch in USA, Ägypten, Australien und Japan. Im Januar 2005 erteilte ihm die Braunschweiger Karneval-Gesellschaft von 1872 den Auftrag, den Karnevalsorden für die Session 2005/2006 zu entwerfen.
Zu seinen Leitbildern gehören Marc Chagall, James Ensor, Vincent van Gogh, Gustav Klimt, Oskar Kokoschka, Alfred Kubin, Henri Matisse, Emil Nolde, Rembrandt van Rijn, Egon Schiele und Henri de Toulouse-Lautrec, aber er entwickelt eine eigenständige Bildwelt, in der er österreichische und skandinavische künstlerische Traditionen fortführt. Einer seiner Weggefährten ist der dänische Bildhauer Niels Helledie; zusammen mit ihm gestaltete er die Innenräume der Theodor-Fliedner-Kirche im Marienstift Braunschweig und die Hasseris Kirche in Dänemark. Zu seinem Freundeskreis gehört Herbert Lederer.
Ein Schwerpunkt seiner Arbeit liegt in der Arbeit mit dem Medium Glas. 1982 begann er, die deutschen Kirchen St. Petri in Rüningen, das Marienstift und das Kirchenzentrum in Braunschweig mit handgemalten Glasfenstern auszustatten. Bis in die Gegenwart hat er Glasfenster für zahlreiche Kirchen und profane Gebäude in Dänemark und in Österreich gestaltet. Dazu gehören auch großformatige durchsichtige Glasmosaike. Ein bekanntes Beispiel ist das Glasmosaik in der Wilhelm-Swarovski-Beobachtungswarte auf der Kaiser-Franz-Josefs-Höhe an der Großglockner-Hochalpenstraße. Adi Holzer schuf diese Glasarbeiten zwanzig Jahre lang in der Werkstatt Per Heebsgaard in Kopenhagen, Dänemark, und seit 2006 in der Glaserei und Glasmalerei Werkstätte Schlierbach im Stift Schlierbach in Österreich. Seit Dezember 2005 erarbeitet er seine Glasskulpturen in Zusammenarbeit mit Adriano Berengo und mit dessen hochqualifizierten Glasbläsern in den Glasstudios von Adriano Berengo Fine Arts in Murano / Venedig. Bis zum Jahr 2016 entstanden dort rund 70 verschiedene Glasskulpturen, Die Auflage jeder Glasskulptur beträgt sechs nummerierte und signierte Exemplare zuzüglich zwei Exemplare mit den Bezeichnungen A.P. 1/2 und 2/2. Daneben entstehen dort auch sakrale Werke wie beispielsweise Taufschalen für Kirchen und kleine Glasobjekte (Hemisphären).
Es war Adi Holzer bis zum Jahr 1993 nicht möglich, Kirchen in Dänemark mit religiösen Bildmotiven in Fresken und Kirchenfenstern zu versehen, selbst wenn die Kirchenvorstände der Kirchengemeinden dies von Adi Holzer verlangten. Die vorgesetzte Behörde Akademiraadet an der Akademie für die schönen Künste in Kopenhagen legte ihr Veto ein. 1994 widersprach der Bischof von Aalborg diesem Bilderverbot und genehmigte die Anträge der Kirchenvorstände. Damit war es Adi Holzer bereits in den Jahren 1994 und 1995 möglich, zwei dänische Kirchen mit seinen Kunstwerken zu versehen: die Husum Kirche in Kopenhagen und die Hasseris Kirke in Aalborg.
Adi Holzer beschreibt diesen öffentlich geführten „Kulturkampf“ 1996 so:

„Trotz energischer Ablehnung des Entwurfes von Seiten des ‚Akademiraadet‘ an der ‚Akademie für die schönen Künste‘ in Kopenhagen wurde das Projekt verwirklicht. Die heftigen Debatten sowohl vor als auch nach der Durchführung des Auftrags konnten weder den Bischof von Aalborg noch den Kirchenvorstand beirren. Das Pro und Contra in den Massenmedien hatte wohl eher einen positiven Einfluss auf die laufende Debatte ‚Kunst und Kirche in Dänemark‘ - befruchtend vielleicht – für eine längst fällige Neubesinnung, frische Luft in verstaubte Anschauungen bringend.“

Nach diesen beiden Kirchen bekam Adi Holzer zehn weitere Aufträge für die Innenausgestaltung von dänischen Kirchen. Seit dem Jahr 2012 tritt die vollständige Ausgestaltung von Kirchen mit handgemalten Glasfenstern in Dänemark in den Mittelpunkt seines Denkens und Handelns. Die Herstellung der Schmelzglasarbeiten geschieht in den Glaswerkstätten im Stift Schlierbach, Österreich. 2012 gestaltete er die Glasfenster in der Feldborg Kirche in Feldborg, Jütland, und ebenfalls 2012 schuf er die Glasfenster in der Husum Kirche in Kopenhagen, Korsager Allé 14, 2700 Brønshø Brønshøj. Im Jahr 2013 erarbeitete er die Glasfenster in der Sydsogn Kirche in Lem unweit von Ringkøbing. In den Jahren 2013 bis 2015 malte er 24 Glasfenster in Schmelzglastechnik mit dem Namen „Effata“ (deutsch öffne dich) für die Giebelfenster der Baunekirche (Baunekirken) in Tjørring bei Herning. Die Einweihung dieser Fenster erfolgte am 31. Januar 2016 in einem Festgottesdienst. Geplant ist außerdem eine 45 Quadratmeter große Glaswand („Wand der Hoffnung“) an der Westseite der Kirche. Dieses noch nicht finanzierte Vorhaben ergänzt dort die in den Jahren 2014 bis 2015 fertiggestellte vergoldete Bronzefigur „König der Könige“, die Glasskulpturen „Engel der Hoffnung“ und „Der gute Hirte“ sowie die Glastafeln „Evangelistensymbole“ und „Wikingerschiff“. Das gegenwärtige Projekt, an dem Adi Holzer arbeitet, ist die Ausgestaltung der demnächst renovierten 800 Jahre alten Dorfkirche Niløse Sogn nördlich von Sorø im südlichen Seeland mit einem 2,5 Meter × 2,5 Meter großen Flügelaltar, mit einer neuen Farbgestaltung des Interieurs und der Gestaltung von fünf neuen Bildtafeln an der Kanzel.
Zu den Schwerpunkten von Adi Holzer gehört seit siebzehn Jahren sein jährliches Malseminar in Österreich.
Adi Holzer ist gemeinsam mit seiner Frau Kim Sponsor der Societatea Româna Speranța in Timișoara, Rumänien und fördert mit sämtlichen Copyrighteinkünften seiner Bildreproduktionen das Ferienhaus Speranța (deutsch: Die Hoffnung) für behinderte Kinder im Retezat-Gebirge der Südkarpaten in der Ortschaft Raul de Mori im Kreis Hunedoara. Er finanzierte 1998 etwa 75 % der Baukosten dieses Ferienhauses und sponsert seitdem die laufenden Betriebskosten. Kim erschafft seit 2008 als Künstlerin in den Schlierbacher Glaswerkstätten verschiedenartige Glaskunstwerke in Schmelzglastechnik, die sie ausschließlich zugunsten des Ferienhauses Speranța verkauft. Die Societatea Româna Speranța wurde nach dem Fall von Nicolae Ceaușescu gegründet.
Im Jahr 1990 kam das damals siebzehnjährige Mädchen Lenti aus Rumänien in Adi Holzers Familie. Ihre Mutter war bei der Geburt gestorben, ihr Vater wollte nichts von ihr wissen. Deshalb wuchs Lenti in der Regierungszeit von Nicolae Ceaușescu in einem der überfüllten und schlecht beleumdeten Kinderheime in Rumänien auf.

## Zitate
Adi Holzer schrieb im Juli 1982 in Kopenhagen:

„Der heutige Verkehr ist schneller, bequemer als je zuvor. Wir haben Verkehrszeichen. Sie sind die einzigen heute allgemein verständlichen Symbole. Früher gab es Symbole des Geistigen. Sie sind in Vergessenheit geraten. Bei meinen Ausstellungseröffnungen ist die häufigste Frage des Publikums: ‚was bedeutet das goldene Dreieck?‘ Das alte Gotteszeichen ist nicht mehr bekannt, wohl aber gefragt, wie man sieht. Symbole sind nicht entscheidend in der Malerei, zum Unterschied von den Begriffen, für die sie stehen. Aber sie sind ein brauchbares Gerät, ein vergessenes Alphabet sozusagen, das es neu zu entdecken gilt. Wir haben in unserem Lebensbereich alte Tabus über Bord geworfen und diese durch neue ersetzt. Man spricht kaum mehr über Religion, der Tod ist ein peinlicher Unfall. Ein unerklärliches Schamgefühl hindert viele von uns, das auszusprechen, was uns doch alle zuinnerst berührt. Den horizontalen Verkehr haben wir -zeitweise zumindest- recht gut geordnet. Die Verbindung nach oben jedoch ist wesentlich fragwürdiger geworden in einer Zeit, in der die größte Mangelware die Zeit selbst ist, die keiner mehr zu haben scheint, um die Frage zu stellen, die doch die wesentlichste im Leben ist: die Frage nach dem Sinn. Nun ist es zwar nicht Anliegen der Kunst, Fragen zu beantworten, wohl aber diese zu stellen. So war es schon immer – Kunst versucht das Unmögliche: Unerklärbares anschaulich zu machen. Wer sich also nicht mit dem Malen unverbindlicher Dekorationen begnügen will, hat den Versuch zu unternehmen, die alten Daseinsfragen neu zu formulieren.“

Adi Holzer schrieb im Juli 1984 in Kopenhagen inmitten des angstbeladenen Kalten Krieges:

„Die Lebensanschauung des Materialismus hat uns hart an den Rand einer globalen Katastrophe gebracht. Wir wissen es – so kann es nicht weitergehen. Mehr denn je brauchen wir die Umkehr zum Wesentlichen. Die Kunst sucht eine Antwort auf das, was alle gefragt haben – die alten Ägypter genauso wie die Denker und Seher späterer Zeiten: Wer bin ich? Welchen Sinn hat das Leben? Verlassen wir wenigstens für eine Weile den Lärm, die Hektik, den Ameisenfleiß unserer Tage. Kehren wir zurück zu den Wurzeln. Gott sei Dank gibt es immer noch Tankstellen der Seele: die Musik, wogende Kornfelder, die Geborgenheit einer alten Dorfkirche oder die steingewordene Sehnsucht unserer Vorfahren – ihre Tempel und Kathedralen. Wenn Du Dir Zeit nimmst, wirst Du reichlich belohnt. Du kannst neue Hoffnung finden im Gesicht eines Engels aus farbglühendem Glas oder beseeltem Stein. Über Jahrhunderte hinweg kommt sein Blick von ferne her und durchdringt Dich – ernst oder auch lächelnd – immer aber voller Geheimnis. Er bringt Dir die trostvolle Botschaft von einer anderen Welt.“

Adi Holzer schrieb im Februar 1996 in Winklern:

„Du trägst es in Dir – das unbekannte Land der Erinnerung, geformt aus zahllosen Augenblicken des Lebens – zwischen Himmel und Erde. Manchmal drängt es an die Oberfläche und dann gelingt es vielleicht in glücklichen Stunden, bleibende Bilder zu formen...“

Adi Holzer sagte im August 2010 in Kopenhagen im Interview mit Eric Kaare:

„Ich interessiere mich für alles, was mich zu den Dingen, die ich mache, inspiriert. Da ist die Musik, Dichtkunst, Reisen und Religion – das Sakrale! Letzteres hat einen großen Platz in meinem Herzen, weil ich meine, dass es die einzige Möglichkeit ist, um herauszufinden, was das Leben eigentlich bedeutet! Wir stellen alle zusammen die gleichen großen Fragen, unabhängig davon, wo wir in der Welt leben. Ob wir Hindus, Buddhisten oder Christen oder Moslems sind, so dreht es sich doch immer um die Deutung des Lebens, und das ist doch in Wirklichkeit die interessanteste Frage.“

Adi Holzer schrieb 2011 in Kopenhagen:

„Der Künstler hat die Aufgabe, Unsichtbares sichtbar zu machen, den Geheimnissen des Daseins nachzuspüren.“

## Gedichte
Adi Holzer war seit 1969 mit dem früh verstorbenen dänischen Lyriker Jørgen Holmgaard befreundet.
Dies ist eines von Jørgen Holmgaards Gedichten:
Unglaublich

wie konnten

so viele Jahre

vergehen ohne dich.

Unglaublich

dass Du gelebt

und geatmet hast

ohne

dass ich es wußte.

Unglaublich

dass ich Dich fand

und dass Du

mich gefunden hast

unter so vielen

Millionen

von Menschen.
Jørgen Holmgaard regte Adi Holzer an, selbst Gedichte zu schreiben.
Hier ist eines seiner Gedichte:
Wie Bernsteintropfen

am Strand

unter den Wolkengebirgen,

wie die glühende Flanke des Berges

über dem Nebelmeer

wie eine Blume

der Promenade des Anglais

wie Flügel

über fruchtbarem Land bist du,

bist Wärme, Licht und Erwartung

aber auch bitter schmerzender Abschied.

Auf schwankendem Seil geh'n wir

über düsterem Abgrund

von Alpträumen bedroht -

und zeichnen

mit unseren

Schritten

Spuren im Treibsand

der Ewigkeit.

6. 12. 80

A. H.

## Geleitwort von Professor Siegfried Karrer zum 80. Geburtstag von Adi Holzer

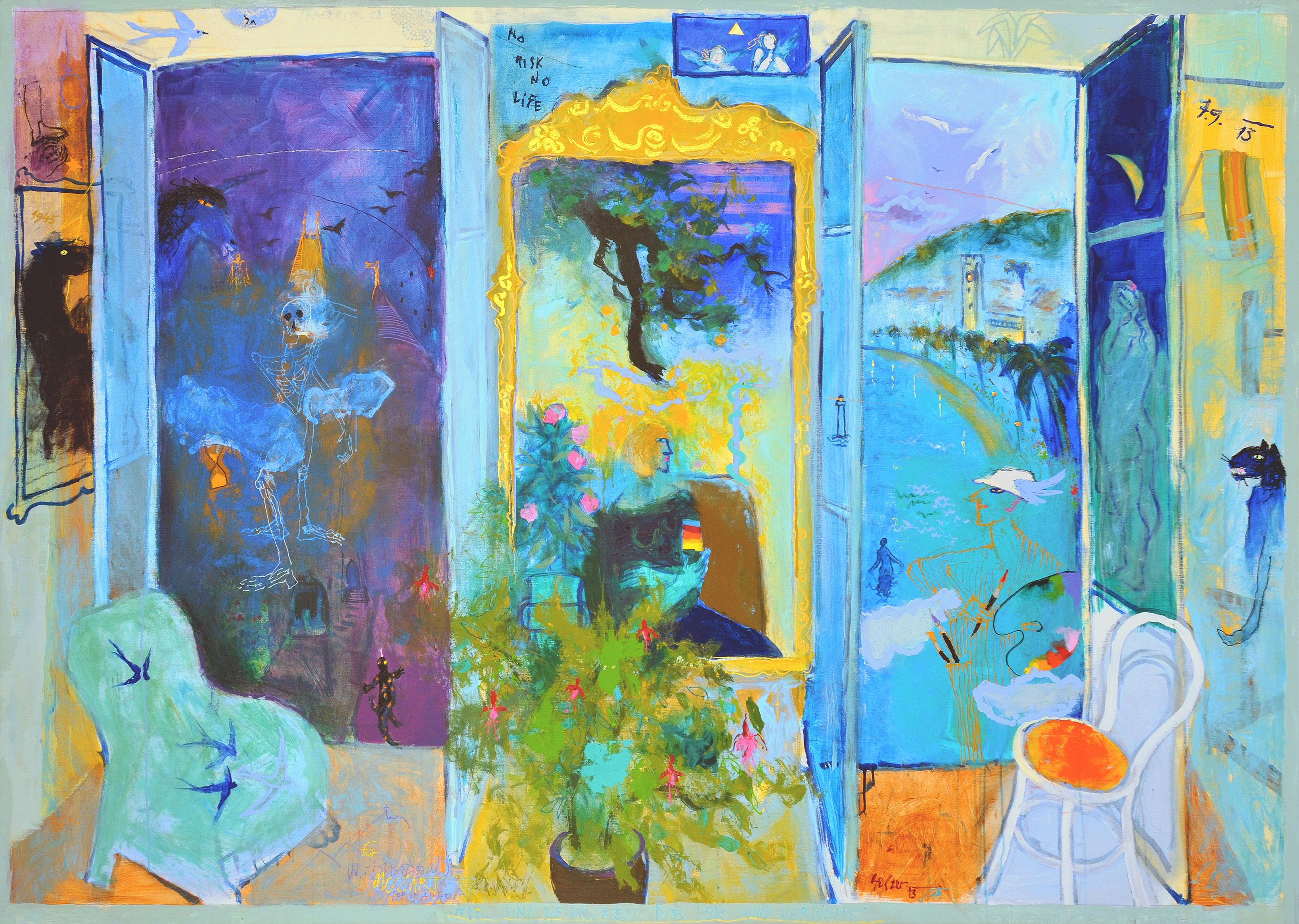
Spiegel des Lebens von Adi Holzer 2013–2014

Permanentes „Sehen“ führt uns weiter in den Prozessen des Selbsterkennens und der Suche nach dem eigenen Ich hin zu den Sinnfragen des Lebens. Das gesamte Werk von Adi Holzer zeigt schon immer auf eindringliche Weise die Bestätigung dieser These und hat sich dieser großen Herausforderung gestellt; im vorliegenden neuen Bilderzyklus symbolisiert durch Lebensbilder, Wege zwischen Himmel und Erde und Arbeiten zu Gustav Mahlers „Das Lied von der Erde“. Auch wenn das Werk immer öfter eine „Leichtigkeit des Wissenden“ manifestiert, so kann doch nur der wahrhaftig Suchende dem Zustand der dunklen Welten entfliehen. Der Künstler Adi Holzer zeigt im vorliegenden Zyklus mit dem Titel „Spiegel des Lebens“ eine Symbiose von eigenen Lebensbildern mit Schicksalen und Porträts von Lebensbegleitern, die seine künstlerische Welt mitgeformt haben und nun zu seinem 80. Geburtstag wie ein Tagebuch seines künstlerischen Schaffens manifestieren. Beeindruckend das letzte Bild aus diesem Zyklus, wo Gustav Mahlers letztes Lied aus der Symphonie für Tenor und Alt und Orchester Das Lied von der Erde „Der Abschied“ zum „Der Aufstieg“ nach der himmlischen Heimat wird. Es war immer die Stärke Adi Holzers, sich ernsthaft und tief mit zyklischen Themen auseinanderzusetzen. In den letzten Jahren häuften sich die öffentlichen Aufträge, ein Zeichen für die Popularität und Anerkennung des Künstlers. Techniken, wie die intensive Beschäftigung mit Glasmosaiken und Glasfenstern für den kirchlichen Raum, die einen besonders großen technischen Aufwand bedeuten und heute nur noch von wenigen Künstlern beherrscht werden, wurden immer mehr zu künstlerischen Prioritäten.
Und gerade hier erreicht er eine Meisterschaft einer „anderen Wirklichkeit“, der Adi Holzer in seinem Gesamtwerk eine unverkennbare Handschrift gegeben hat. Schwerelosigkeit des Seins und Leichtigkeit des Gedankens bringen auch den Betrachter in einen Zustand, der ihn eine andere und höhere Wirklichkeit erahnen lässt. Eine tiefe Botschaft, die sein Werk zu höheren künstlerischen Aussagen erhebt.
Eine wesentliche Inspirationsquelle für den Künstler war immer die Musik. Das zeigt sich unter anderem in grafischen Serien, die Komponisten wie Mahler, Mozart und Bruckner gewidmet sind. Was die Techniken seiner Arbeiten betrifft, ist Adi Holzer sehr vielseitig, spannt sich doch der Bogen seiner Ausdrucksmöglichkeiten von der Malerei, den verschiedenen Radiertechniken mit über 1000 Werknummern, dem Siebdruck, der Lithografie, der Bronze, des Gobelins, der Glasmalerei bis zum Glasmosaik und der Glasskulptur. Die Begegnung mit Adi Holzer ist eine Begegnung mit einem faszinierenden, weltoffenen Künstler, eine Begegnung, die zum Nachdenken anregt.
Stockerau, die Geburtsstadt von Adi Holzer, ehrte das Werk des Künstlers am 8. September 2016 mit dem „Goldenen Kulturehrenzeichen der Stadt Stockerau“.

## Teilnahme an bedeutenden Ausstellungen (Auswahl)
- 1958 Kupferstichkabinett der Akademie der Bildenden Künste, Wien, Österreich
- 1967 Museum Skopje, Mazedonien
- 1969 8. Internationale Biennale, Laibach, Slowenien
- 1970 3. Internationale Biennale, Krakau, Polen
- 1970 Internationale Biennale af Prints, Tokio und Internationale Biennale, Kyoto, Japan
- 1970–1977 jährlich J. Miro-Preis-Ausstellung für Zeichnung, Barcelona, Spanien
- 1972, 1974, 1976, Internationale Grafikbiennale, Krakau, Polen
- 1972, 1974, 1976, Internationale Grafikbiennale Frechen, Deutschland
- 1972 Internationale Grafikbiennale, Buenos Aires, Argentinien
- 1977 „Homage a Salzburg“ Galerie Academia, Salzburg, Österreich
- 1977 Galerie Hilger „Wash Art“ Washington, USA
- 1984 Galerie Carinthia:ART-Basel und Art-Fair London
- 1984 Universitätsmuseum Marburg, Deutschland
- 1985, 1986 Grafische Sammlung Albertina, Wien, Österreich
- 1986 Galleri Gammelstrand, Kopenhagen, Dänemark
- 1990, 1992 Mönchehaus Museum für Moderne Kunst, Goslar, Deutschland
- 1991 Gulbenkian Foundation, Lissabon, Portugal
- 1991 Galleri Gula Huset, Höganäs, Schweden
- 1992 Installation „Babylon Utopia“, Glyptoteket, Kopenhagen, Dänemark
- 1992 Fiac Saga, Grand Palais, Paris, Frankreich durch Galerie Weihergut, Salzburg
- 1992 Ny Carlsberg Glyptoteket, Kopenhagen, Dänemark
- 1994 Triennale Krakau, „World Award Winners Exhibition“, Katowice, Polen
- 1995 Gallerie Shambala, Kopenhagen, Dänemark
- 1995, 1996 Art Multiple, Düsseldorf, Deutschland
- 2000 Museum for Foreign Art, Riga, Lettland
- 2000 100 Jahre Kunst aus Österreich, Bundeskunsthalle, Bonn, Deutschland
- 2004 Foundation Triade Timisoara, Rumänien
- 2006 Flatfile Galleries, Chicago, USA
- 2006 Museum fûr Moderner Kunst, Kärnten, Österreich
- 2007 Gallerie Grønlund, Kopenhagen, Dänemark
- 2008 The Field Museum, Chicago, USA
- 2010 Berengo Collection, Venedig, Italien
- 2011 Kunstmuseum Frederikshavn, Dänemark
- 2011 Galerie Weihergut, Salzburg, Österreich
- 2013 Galleri Helco, Hadsund, Dänemark

## Auszeichnungen
- 1959 Goldene Fügermedaille der Akademie der bildenden Künste Wien
- 1968 Intart Preis Laibach (Ljubljana)
- 1969 Hugo-von-Montfort-Preis, Bregenz
- 1970 Österreichischer Grafikpreis, Krems
- 1972 1. Preis des österreichischen Graphikwettbewerbes der edition etudiante
- 1973 1. Preis der 2. International d'Arte Noto, Italien
- 1976 Österreichischer Graphikpreis Krems
- 1977 XIII. Premio del Disegno Milano (Honourable Mention)
- 1978 Preis der Stadt Madrid für Malerei
- 1979 Premio del designo, Milano
- 1981 Grafiker des Jahres, Kunstverein Skovhuset, Dänemark
- 1997 Bronzemedaille, Print Triennale Kairo
- 2003 Verdienstzeichen des Landes Niederösterreich, überreicht von Landeshauptmann Erwin Pröll.
- 2004 Kay K. Nørkjærs Mindelegat[21]
- 2016 Goldenes Kulturehrenzeichen der Stadt Stockerau (Überreichung am 8. September 2016 im Stockerauer Rathaus.)

## Werke im öffentlichen Raum

### Deutschland
- Braunschweig, Kirchenzentrum Braunschweig Weststadt, Emmaus-Kirche: Fenster in Glasmalerei: Turmfenster Der Engel, 1983. Kirchenfenster in Glasmalerei: Mariä Verkündigung und Geburt Jesu, Jesus bei der Bergpredigt, Kreuzigung, Der Auferstandene und Emmaus: Herr, bleibe bei uns 1983–1984.
- Braunschweig, Theodor-Fliedner-Kirche und Stiller Raum des Krankenhauses Marienstift: 1986 Kirchenfenster in Glasmalerei Braunschweiger Apokalypse (263 × 420 cm) im Stillen Raum des Marienstiftes; 1987 Altarwand Wie Engelsflügel[22] in Seccomalerei (ca. 8 × 10 m) mit einem Altarkreuz von Niels Helledie; 1988–1989 drei nördliche Kirchenfenster Der Sündenfall, Die Versuchung und Schenk uns Frieden (Dona Nobis Pacem) (ausgeführt bei Per Hebsgaard in Kopenhagen), 1990 Kanzel, Altar und Taufstein in Antikglas mit Goldbemalung (ausgeführt bei Per Hebsgaard in Kopenhagen) in der Theodor-Fliedner-Kirche.[23]
- Glückstadt a. d. Elbe, Kreuzkapelle (Friedhofskapelle)[24]: Altarwand mit Wandmalerei, über dem Altar die Bronzeplastik Auferstehung vergoldet auf Glasmosaik,[25] Gemälde (Acryl und Öl auf Leinwand) Gekreuzigt (100 × 130 cm) 2005–2006 und Paramente (Ausführung: Inge Lise Bau) 2006.
- Göttingen, Ostwand der Christophoruskirche: Malerei Die schwarze Sonne (um 1980 entstanden, 1989 zum 25-jährigen Kirchenjubiläum angekauft).[26]
- Rüningen bei Braunschweig, St. Petri Kirche: linkes Chorfenster in Glasmalerei mit den Motiven Berufung Petri, Schlüsselübergabe, Jesus wandelt auf dem See, Todesangst, die schlafenden Jünger, Kanzel: Glas mit Golddekor 1981–1982.
- Salzgitter-Bad, St.-Mariae-Jakobi-Kirche: Apsisglasmosaik Der Auferstandene (Ausführung: Atelier Per Hebsgaard, Kopenhagen) 2000.

### Österreich
- Großglockner-Hochalpenstraße, Wilhelm-Swarovski-Beobachtungswarte,[5] Kaiser-Franz-Josefs-Höhe: Glasmosaik (Durchmesser: 200 cm) 1998 (Ausführung: Atelier Per Hebsgaard, Kopenhagen).
- Hopfgarten im Brixental (Tirol), Friedhofskapelle: Wandmalereien[27] Die Verkündigung, Der verlorene Sohn, Der Gute Hirte, Der auferstandene Christus (je 400 × 600 cm) unter Mitarbeit von Philipp Weisskopf 2001.
- Lustenau, St. Antonius am Wiesenrain: Bronzeskulptur Der Auferstehende, Bronze patiniert und vergoldet (Höhe ca. 220 cm).
- Nostra im Lesachtal, Kärnten, Engelskapelle oberhalb von Nostra auf 1500 m Höhe: 2011 Wandmalerei Blonder Engel (ca. 2,50 m) und Glasskulptur Christus.
- Reintal (Gemeinde Winklern) bei Winklern, oberes Mölltal, Feuerwehrhaus: Fassadenmalerei und Mosaik.
- Reintal (Gemeinde Winklern) bei Winklern, oberes Mölltal, St. Florian: Seccomalerei mit Mosaik (200 × 200 cm) 2002.
- Salzburg, Art Akademie Rosental: Mosaik Bestie ca. 70 × 100 cm.
- Stockerau, Anton Schlinger Straße: Glasskulptur Maria 2013.
- Treffen, Allgemeines öffentliches Sonderkrankenhaus de la Tour der Evangelischen Stiftung Treffen: Radierung De La Tour Engel 1993 40 × 30 cm, Bronzekruzifix 1993, Wandmalereien Jakobs Traum (2,5 × 4 m) und Adam und Eva (2,5 × 4 m) 1993, Wandmalerei Lasset die Kinder zu mir kommen (ca. 2,5 × 8 m) 1993, Fassadenmalerei in Seccotechnik Der gute Hirte 1994, Altar und Kanzelbehang, Glasmalereien Weihnacht, Verleugnung Petri, König David 1993 und Bildteppiche Engel, Gobelin, Ausführung Inge Lise Bau (65 × 65 cm) 1994.
- Winklern, Oberes Mölltal: Pflegeheim Winklern: Bronzeskulptur Auferstehung im Andachtsraum, vergoldet auf Glasmosaik,[28] Höhe 150 cm, 2003. Wandbilder in Seccomalerei 2003: Frühling (ca. 400 × 500 m), Sommer (Das Leben) (ca. 400 × 500 m mit Glasmosaik im Foyer), Herbst (ca. 400 × 500 m), Winter (ca. 400 × 500 m). Empfangsraum im Marktgemeindeamt Winklern: Bild In da Mölltalleitn (Acryl auf Leinwand, 2013).

### Dänemark
- Bagsværd bei Kopenhagen, Kirche: Bild im Treppenhaus.
- Faurholt bei Ikast, Dorfkirche: Flügelaltar (180 × 260 cm) 2003. Einweihung am 3. Juni 2012: Die neuen Bildtafeln an der Kanzel.[29]
- Feldborg, Jütland, Feldborg Kirche: Abbildungen von der Feldborg Kirche finden sich hier: [30][8][31] Werke von Adi Holzer: Flügelaltar (geöffnet: Emmaus, geschlossen: Gekreuzigt, Der gute Hirte, Maria mit dem Kind, Engelsmusik.); Glasmalereien zum Alten Testament: Sündenfall, Arche Noah, Ende der Sintflut mit Regenbogen, Taube, Noahs Opfer; Glasmalereien zum Neuen Testament: Heimkehr des verlorenen Sohnes, Engel der Auferstehung, Auferstehung; Glasmalereien in sechs Fenstern: Symbole der vier Evangelisten, Rad des Lebens, Liebe und Hoffnung. Farbgestaltung des Inventars. 2012.
- Femö, Drachenbank
- Fredriksberg, Diakonissestiftelsen: Glasmosaik.
- Hadsund, Kirche: Messgewand (Ausführung: Inge Lise Bau).
- Hareskov Kirche in Hareskovby bei Kopenhagen: Messgewand (Ausführung: Inge Lise Bau).
- Hareskovby bei Kopenhagen, Palægården Kindergarten: Wandgestaltung und Fenster, Messgewänder.
- Hasseris Kirke, Thorsens Alle 2, 9000 Aalborg: Wandmalerei[32] auf den Altarwänden der Apsis (Rückwand 8 × 4 m, Seitenwände 8 × 2 m) und Rundfenster Engel mit Glasmosaik[33] (Durchmesser ca. 2 m) 1996. Das Altarkreuz und die Taube schuf Niels Helledie.[34]
- Hem bei Mariager, Jütland, Kirche: Acrylmalerei an der Kanzel (7 Bildtafeln je 50 × 30 cm) 1999.[35]
- Højby, Kirche: Kirchenfenster mit Glasmalerei (220 × 110 cm). Abbildung des Glasfensters findet sich hier: [36]
- Holstebro, Færchhuset: Wandmalerei Lebensweg (4 × 12 m) 1995. Acryl auf Leinwand Drachensteigen 81 × 60 cm, 1994.
- Kopenhagen, Annakirken: Vergoldeter Bronzeengel auf einer Bildtafel[37] aus Holz mit Acrylbemalung in der Altarwand 1998.
- Ergoterapeutskolen, København
- Kopenhagen, Diakonissenstift: Glasmosaik
- Kopenhagen, Ergoterapeutskolen, Universitetsparken: Acryl-Wandmalereien Ikarus im Treppenhaus und Zwischen Himmel und Erde im Foyer 1992.

- Kopenhagen, Hillerødgades Skole: Gummiasphaltbild auf dem Schulhof 1998.
- Kopenhagen, Hospice St. Lucas: Glasmalerei.

- Kopenhagen, Korsager Allé 14, 2700 Brønshø Brønshøj, Husum Kirche: Bilderserien:[38] und [39]. Werke von Adi Holzer: Wandmalerei mit Acryl Der Tanz um das goldene Kalb (1,0 Meter × 2,25 Meter) 1994, Acryl auf Holztafeln Glaube, Hoffnung, Liebe (1 Meter × 10 Meter) 1994 und die vergoldete Bronzeskulptur Der Auferstandene 1994. Einweihung am 17. Mai 2012: Glasmalereien (gemalt und hergestellt in den Glasateliers Stift Schlierbach, A): An die Musik mit dem Detail: Engelsmusik)[40] und Glasskulptur Phoenix.
- Kopenhagen, Søborgmagle Kirche, Flügelaltar (3,0 Meter × 4,0 Meter) 2008.
- Kopenhagen-Brøndby, Gildhöjhjemmet: Glasmalerei um 2010.
- Lem, Sydsogn Kirche (in Jütland unweit von Ringkøbing), DK: Glasfenster Jesus stillt den Sturm (Mt 8,23-27 EU), Höhe: 3,75, Breite: 2,30 m (gemalt und hergestellt in den Glasateliers Stift Schlierbach, A) und eine Taufschale aus Glas, die über dem Taufstein aus Granit „schwebt“. Einweihung war am 1. Dezember 2013. Abbildung des Glasfensters Jesus stillt den Sturm findet sich hier: [41]
- Niløse Sogn nördlich von Sorø im südlichen Seeland gelegen, DK. Folgende Werke sind bei Adi Holzer in Arbeit für die 800 Jahre alte Dorfkirche, die zuvor renoviert wird. Adi Holzer übernimmt die Farbgestaltung des Interieurs, fünf Bildtafeln an der Kanzel und den Flügelaltar (2,5 Meter × 2,5 Meter). Die Einweihung der Kirche geschieht voraussichtlich 2018/2019.
- Svogerslev, Sognehuset, Svogerslev Kirche: Flügelaltar.
- Tjørring bei Herning, Baunekirken (Baunekirche)[42] Adi Holzer hat von 2014 bis 2015 bereits folgende Werke in der Baunekirche fertiggestellt: „KÖNIG DER KÖNIGE“ Bronzeskulptur, vergoldet vor Glastafel in Schmelzglastechnik. „ENGEL DER HOFFNUNG“ Glasskulptur (Muranoglas) vor Glastafel in Schmelzglastechnik. „DER GUTE HIRTE“ Glasskulptur (Muranoglas) vor Glastafel in Schmelzglastechnik. „EVANGELISTENSYMBOLE“ Glastafel in Schmelzglastechnik an der Kanzel. „WIKINGERSCHIFF“ Glastafel in Schmelzglastechnik. Die Herstellung der Schmelzglasarbeiten geschah in den Glaswerkstätten im Stift Schlierbach, Österreich. Der Bronzeguss wurde gefertigt bei Leif Jensen Bagsværd in Dänemark.[43] In den Jahren 2013 bis 2015 malte Adi Holzer: „EFFATA“ („ÖFFNE DICH“): 24 Glastafeln in Schmelzglastechnik jeweils im Format 0,35 Meter × 1,0 Meter für 24 Giebelfenster. Diese umlaufenden Giebelfenster runden die Gestaltung des Kirchenraumes ab, sie wurden am 31. Januar 2016 im Festgottesdienst eingeweiht. Im Projektstadium befindet sich eine 2016 noch nicht finanzierte 45 Quadratmeter große Glaswand („WAND DER HOFFNUNG“) an der Westseite der Kirche. Abbildungen aus der Baunekirche finden sich hier: [44]
- Visborg, Kirche: Ein von Adi Holzer entworfenes Messgewand.
- Værløse bei Kopenhagen, Værløse Kirche: Kleiner Flügelaltar. Værløse, Rathaus: Wandmalerei Liebe (3,9 Meter × 4,0 Meter) im Trauungssaal 1993, Wandmalerei Zauber des Waldes (4,3 Meter × 4,0 Meter) 1993.
- Vejle, Hospice: Glasmalerei Der Engel 2006/2007, Deckengestaltung Sanserummet.

## Werke in öffentlichen Sammlungen
- Bloomington (Indiana): Indiana University – The Kinsey Institute
- Frederikshavn: Kunstmuseum
- Geras: Akademie Geras im Schüttkasten Geras
- Goslar: Mönchehaus-Museum für moderne Kunst
- Helsingborg: Kunstmuseum
- Hilversum: Kulturzentrum
- Himmerland: Kunstmuseum
- Holstebro: Jens og Olivia Museum
- Kairo: National Center of Fine Art
- Klagenfurt am Wörthersee: Museum Moderner Kunst Kärnten (früher: Kärntner Landesgalerie)
- Kopenhagen: Museum für moderne Glaskunst
- Krakau: Nationalmuseum
- Landskrona: Kaptensgårdens Samlinger
- Linz: Lentos Kunstmuseum Linz (früher: Neue Galerie – Wolfgang Gurlitt Museum)
- Lissabon: Gulbenkian Foundation
- Mistelbach an der Zaya: Museum „M“ des Kulturbundes Weinviertel
- Murano: Berengo Collection
- Schöppenstedt: Till-Eulenspiegel-Museum
- Skopje: Kunstmuseum
- Stockerau:Foyer des Pfarrhofs neben der Stadtpfarrkirche St. Stephan, Kirchenplatz 3. (Koloman-Zyklus aus dem Jahr 1986: 7 Bilder)
- Tokyo: Tama Art University Museum, Tamara Art Institute
- Venedig: Berengo Collection Murano (Glasskulpturen)
- Warschau: Nationalmuseum
- Wien: Graphische Sammlung Albertina, Kupferstichkabinett der Akademie der bildenden Künste, Niederösterreichisches Landesmuseum, Historisches Museum, Kulturamt der Stadt, Bundesministerium für Unterricht und Kunst

### Autobiografie
- Adi Holzer: Spuren der Kindheit. Kulturamt der Stadt Stockerau, Stockerau 1977.
- Adi Holzer, Siegfried Karrer: Imaginäres Tagebuch: Zwischen Himmel und Erde. Verlag Galerien Weihergut, Salzburg 1996.
- Adi Holzer: Welt und Traum. Erinnerungen bevor alles verweht... Herausgeber: Siegfried Karrer. Edition Weihergut, Verlag Galerie Weihergut, Salzburg 2009. ISBN 978-3-901125-6-3

### Interview
- Adi Holzer: Tro og gøgl – Glaube und Gaukelei. Text: Erik A. Nielsen. Vorwort und Interview mit Adi Holzer von Eric Kaare. Katalog des Museet Holmen und des Frederikshavn Kunstmuseum. Nordenvind, Løgumkloster und Frederikshavn 2011 (Text: dänisch und deutsch). Løgumkloster und Frederikshavn 2011. Deutsches Interview: S. 40–59.

### Primärliteratur
- Adi Holzer: Holzer. Galerie Basilisk, Wien, zeigt Mai 1971 Adi Holzer. Galerie Basilisk, Wien 1971.
- Adi Holzer: Katalog der Ausstellung in der Galeria Academia. Salzburg 1973.
- Adi Holzer: Adi Holzer. Neue Arbeiten auf Papier, Leinwand und Glas. Galerie in der Staatsoper, Wien, 9. Oktober – 6. November 1981. Wien 1981.
- Adi Holzer und Irmgard Bohunovski (Hrsg.): Adi Holzer. Galerie Carinthia, Klagenfurt 1985. Auch: Galerie Lochte, Hamburg 1985. Galerie H. Schneider, Horgen 1985 (deutsch, Vorwort deutsch, dänisch, englisch).
- Adi Holzer, Herbert Lederer und Karl Heinz Ritschel: Mozart-Suite. Verlag Galerien Weihergut, Salzburg und Verlag Welsermühl, München 1988, ISBN 3-85339-202-4 (deutsch und englisch).
- Adi Holzer: Bilder zu Idomeneo, Rè di Creta von Wolfgang Amadeus Mozart. Galerie Lochte, Hamburg 1990.
- Adi Holzer: „clown!“ hommage a charlie rivel. Verlag Ho + Storm, Bagsvaerd, Dänemark 1990, Museum f. moderne Kunst, Mönchehaus, Goslar 1991, ISBN 87-983350-2-2 (deutsch und dänisch).
- Adi Holzer: Tauerngold. Osttiroler Mundartgedichte: Gertraud Patterer. Texte: Herbert Lederer; Erik A. Nielsen. Ho + Storm, Bagsvaerd 1992.
- Adi Holzer: Durch die Blume. Poesie und Bilder. Verlag Galerien Weihergut, Salzburg 1993.
- Adi Holzer: Hamburg, Variationen. Galerie Lochte, Hamburg 1994.
- Adi Holzer, Georg Peithner-Lichtenfels (Hrsg.): Adi Holzer. Galerie Peithner-Lichtenfels, Wien und Prag 1995.
- Adi Holzer, Siegfried Karrer: Adi Holzer. Imaginäres Tagebuch: Zwischen Himmel und Erde. Verlag Galerien Weihergut, Salzburg 1996. Zweisprachig deutsch und englisch: ISBN 3-901125-21-3

- Adi Holzer: Katalog der Ausstellung in der Galerie Peithner Lichtenfels. Vorwort: Henrik Wöhlk. Wien 2000.
- Adi Holzer: Israel – heiliges Land. Vorwort: Elisabeth Uldall Pelch. Verlag Storm Tryk, Bagsværd, Dänemark 2002.
- Adi Holzer: Lebensbilder. Menschen, Mythen, Bäume. Vorwort: Siegfried Karrer. Lyrik: Gertraud Patterer. Verlag Galerien Weihergut, Salzburg 2003, ISBN 3-901125-42-6.
- Adi Holzer: Verliebt in Goslar. Mit lyrischen Texten von mehreren Autoren. Edition Stubengalerie Gudrun Tiedt, Goslar 2005.
- Adi Holzer: Adi Holzer – Mozart zu Ehren. Vorwort: Siegfried Karrer. Verlag Galerien Weihergut, Salzburg 2006, ISBN 3-901125-52-3.
- Adi Holzer (Collagen, Zeichnungen und Glasskulpturen) und Gertraud Patterer (Prosatext und Lyrik): Die Kosakentragödie in Kärnten und Osttirol. Verlag Storm Tryk, Dänemark 2007, ISBN 978-87-90170-29-5.
- Adi Holzer: Conflict. Katalog zur Ausstellung in der Berengo Collection, Venedig 2010. Berengo Studio, Murano 2010 (englischer Text).
- Adi Holzer, Siegfried Karrer: Tutto passa. Alles vergeht... nur die Liebe besteht (Online) (pdf). Galerie Weihergut, Salzburg 2011, ISBN 978-3-901125-82-9.
- Adi Holzer: Adi Holzer, „LA MUSICA – An die Musik“. (Online) (pdf). Bilder von Adi Holzer. Vorwort: Siegfried Karrer. Zitate von Dichtern, Komponisten und Musikern. Galerie Weihergut, Salzburg im Dezember 2014 (Text: deutsch und englisch).
- Adi Holzer: Adi Holzer. Herausgeber: Evangelische Stiftung Neuerkerode, Ev.-luth. Diakonissenanstalt Marienstift Braunschweig. Bilder: Adi Holzer. Beschreibungen der Werke von Adi Holzer im Marienstift Braunschweig: Elke Rathert. Braunschweig 2016 (Erscheinungsjahr ist nicht angegeben).

### Werkverzeichnisse
- Kristian Sotriffer: Adi Holzers Siebdrucke. In: Alte und moderne Kunst Heft 98, Wien 1968, S. 40–41 (hauspublikationen.mak.at).
- Adi Holzer: Adi Holzer. Werkverzeichnis aller Druckgrafiken von 1959 bis 1975. Fred Nowak zum Gedächtnis. Wien ohne Jahresangabe.
- Adi Holzer, Franz Winzinger: Adi Holzer. Werkverzeichnis aller Druckgraphiken von 1959 bis 1980. Fred Nowak zum Gedächtnis. Edition der Galerie Gärtner, 2. erweiterte Auflage. Berlin 1980.
- Adi Holzer: Malerei und Graphik 1980–1982 mit Beiträgen von Jürgen Schilling. Unter diesem Titel erschienen 1982 gleichlautende Ausstellungskataloge zur Wanderausstellung Carnevale di Venezia in den folgenden Galerien: Galerie Academia Salzburg, Galerie Bäumler Regensburg, Galerie Carinthia Klagenfurt, Galerie Gärtner Berlin, Heidi-Schneider-Galerie Horgen, Galerie E. Hilger Wien, Galerie Jaeschke Braunschweig, Kulturbund Weinviertel Mistelbach.
- Adi Holzer: Malerei und Graphik 1981–1984. Mit Textbeiträgen von Hendrik Markgraf. Heidi-Schneider-Galerie, Horgen 1984. Ebenso: Ausstellung des Marburger Kunstvereins im Universitätsmuseum für bildende Kunst, Marburg 1984.
- Adi Holzer: Grafiken. Verlag Galerien Weihergut, Salzburg 2003.
- Adi Holzer: Verzeichnis aller Grafiken von 1997 bis 2003 in: Lebensbilder. Menschen, Mythen, Bäume. Vorwort: Siegfried Karrer. Lyrik: Gertraud Patterer. Verlag Galerien Weihergut, Salzburg 2003, ISBN 3-901125-42-6.
- Adi Holzer: Verzeichnis aller Grafiken von 2003 bis 2008 in: Welt und Traum. Erinnerungen bevor alles verweht... Herausgeber: Siegfried Karrer. Edition Weihergut, Verlag Galerie Weihergut, Salzburg 2009. ISBN 978-3-901125-6-3
- Adi Holzer: Verzeichnis aller Grafiken von 2008 bis 2011 in: Tro og gøgl – Glaube und Gaukelei. Text: Erik A. Nielsen. Vorwort und Interview mit Adi Holzer von Eric Kaare. Katalog des Museet Holmen und des Frederikshavn Kunstmuseum, Løgumkloster und Frederikshavn 2011 (Text: dänisch und deutsch).

### Illustrierte Werke
- Internationale Stiftung Mozarteum: Katalogbuch Mozart in Art 1900–1990, Salzburg 1990, Seite 151: Adi Holzers Radierung Papageno mit biographischen Notizen.
- Martin Luther: Lilla katekesen. Mit Bildern von Adi Holzer. Svenska kyrkan 2011, ISBN 978-91-978433-8-6 (schwedisch)
- Gertraud Patterer: Die Percht. Autobiografische Erinnerungen. Mit Illustrationen von Adi Holzer. Verlag Johannes Heyn, Klagenfurt 2011, ISBN 978-3-7084-0450-9.
- Gertraud Patterer: Schneeflocken. Mit dem Titelbild Der Tannenbaum von Adi Holzer und fotografierten Perchtenbildern. Verlag Johannes Heyn, Klagenfurt 2012, ISBN 978-3-7084-0481-3.
- Arne Andreasen (Tekst og Musik), Janne Wind (Vokal), Adi Holzer (Illustrationer): Englevinger. Forlaget Poetfabrikken, Haslev 2012, ISBN 978-87-993665-2-1 (dänisch)
- Gertraud Patterer: Sunnbreselen. Gedichte und Gedanken in Osttiroler Mundart und Hochdeutsch. Titelbild nach dem Original von Adi Holzer: Ederplan-Kreuz. Verlag Johannes Heyn, Klagenfurt 2013, ISBN 978-3-7084-0511-7.
- Niels Vandrefalk: Bajads i ilden – kærlighedsrus på vingesus. Omslag og illustrationer: Adi Holzer. Alba Dio Medea i symbiose med Falko Peregrinus. EC Edition og Niels Vandrefalk, 2016. Forlaget EC Edition, 8000 Aarhus C, dk. ISBN 978-87-93046-59-7.

### Sekundärliteratur
- Fred Nowak: ...gemalt von Adi Holzer in Aladdins Hule. In: Alte und moderne Kunst Heft 115, Wien 1971, S. 42–43 (hauspublikationen.mak.at).
- Salome. Zur Siebdrucksuite von Adi Holzer. Kopenhagen 1979.
- Leopold Netopil: Adi Holzer. In: Alte und moderne Kunst. Heft 180/181, Wien 1982, S. 67 (Künstlerprofil, hauspublikationen.mak.at).
- Bert Bilzer: Schätze des Eulenspiegel-Museums in Schöppenstedt (7). Adi Holzers Eulenspiegel-Graphiken im Museum Schöppenstedt. In: Eulenspiegel-Jahrbuch 1980. S. 17–20.
- Walter Koschatzky: Adi Holzer Monographie. Carinthia Verlag, Klagenfurt 1985.
- Franz W. Pressler: Gestalten aus dem Licht. Der Maler Adi Holzer. In: morgen. Kulturzeitschrift aus Niederösterreich. 10. Jahrgang, Nr. 50 vom Dezember 1986, Verlag Ueberreuter Media, S. 345–350.
- Suzanne Brøgger: Die vergessene Allegorie. Für Adi Holzer. Galerie Lochte, Hamburg 1989.
- Fogtdals Kunstlexikon. Kopenhagen 1991 (dänisch).
- Weilbach: dansk kunstnerleksikon. Kopenhagen 1994–2000 (dänisch).
- Christoph Schönborn, Brigitte Borchadt-Birbaumer: Zur Malerei Adi Holzers. Galerie Peithner – Lichtenfels, Wien 1995.